# Karl-Heinz Fritz
Karl-Heinz Fritz (20 de Fevereiro de 1921 - 18 de Agosto de 1944) foi um comandante de U-Boot que serviu na Kriegsmarine durante a Segunda Guerra Mundial. Serviu no controle do U-107 de 16 de agosto de 1944 até 18 de agosto de 1944, quando foi afundado pela aeronave Sunderland dos britânicos.